# Anatolij Iwaniszyn
Anatolij Aleksiejewicz Iwaniszyn (ros. Анато́лий Алексе́евич Ивани́шин, ur. 15 stycznia 1969 w Irkucku) – rosyjski [[Astronauta}kosmonauta]] i pilot wojskowy, Bohater Federacji Rosyjskiej (2013).

## Życiorys
W 1986 skończył szkołę średnią w Irkucku, 1986–1987 studiował w Irkuckim Instytucie Politechnicznym, a 1987–1991 w wyższej wojskowej szkole lotników w Czernihowie, którą ukończył ze złotym medalem. Od 1991 służył w Siłach Wojskowo-Powietrznych, w 2003 zaocznie ukończył Moskiewski Państwowy Uniwersytet Ekonomii, Statystyki i Informatyki, w 2012 został przeniesiony do rezerwy w stopniu pułkownika.
Od 1997 brał udział w naborze na kosmonautów, 29 maja 2003 został włączony w oddział kosmonautów i rozpoczął ogólne przygotowanie, zakończone 28 czerwca 2005 egzaminami w Centrum Wyszkolenia Kosmonautów im. J. Gagarina. W lipcu 2008 został wyznaczony do rezerwowej (dublującej) załogi 25 Ekspedycji, a w październiku 2008 27 Ekspedycji na Międzynarodową Stację Kosmiczną, jednak w lipcu 2009 został przeniesiony jako dubler do 26 Ekspedycji. Od października 2009 brał udział w treningach na małym module doświadczalnym, w styczniu 2010 został włączony do głównej załogi 29 Ekspedycji na Międzynarodową Stację Kosmiczną, 14 grudnia 2010 został dowódcą rezerwowej załogi statku Sojuz TMA-20, podczas startu którego 15 grudnia 2010 był dublerem dowódcy statku.
Od 14 listopada 2011 do 27 kwietnia 2012 odbywał swój pierwszy lot kosmiczny jako dowódca statku Sojuz TMA-22 i inżynier pokładowy 29 i 30 Ekspedycji na Międzynarodowej Stacji Kosmicznej; spędził wówczas w kosmosie 165 dni, 7 godzin, 31 minut i 31 sekund.
Swój drugi lot odbył w dniach 7 lipca – 30 października 2016. Był dowódcą statku Sojuz MS-01. Wszedł w skład 48 Ekspedycji (jako inżynier pokładowy) i 49 Ekspedycji (jako dowódca) na Międzynarodowej Stacji Kosmicznej.
Trzeci lot odbył jako dowódca statku Sojuz MS-16. Jako inżynier pokładowy był członkiem 62 i 63 Ekspedycji na Międzynarodową Stację Kosmiczną.

## Odznaczenia i nagrody
- tytuł Lotnika Kosmonauty Federacji Rosyjskiej(inne języki) (2013)
- Postanowieniem Prezydenta Federacji Rosyjskiej Władimira Putina z 2 listopada 2013 został uhonorowany tytułem Bohatera Federacji Rosyjskiej.
- Medal za Lot Kosmiczny (NASA Space Flight Medal)
- Był również odznaczony medalami wojskowymi
- Universal Astronaut Insignia za lot orbitalny (nr 522) – Stowarzyszenie Uczestników Lotów Kosmicznych (Association of Space Explorers(inne języki))[1]

## Wykaz lotów
| Loty kosmiczne, w których uczestniczył Anatolij Iwaniszyn                 | Loty kosmiczne, w których uczestniczył Anatolij Iwaniszyn | Loty kosmiczne, w których uczestniczył Anatolij Iwaniszyn | Loty kosmiczne, w których uczestniczył Anatolij Iwaniszyn | Loty kosmiczne, w których uczestniczył Anatolij Iwaniszyn | Loty kosmiczne, w których uczestniczył Anatolij Iwaniszyn                      | Loty kosmiczne, w których uczestniczył Anatolij Iwaniszyn |
| Lp.                                                                       | Data startu                                               | Statek kosmiczny                                          | Data lądowania                                            | Statek kosmiczny                                          | Funkcja                                                                        | Czas trwania                                              |
| ------------------------------------------------------------------------- | --------------------------------------------------------- | --------------------------------------------------------- | --------------------------------------------------------- | --------------------------------------------------------- | ------------------------------------------------------------------------------ | --------------------------------------------------------- |
| 1                                                                         | 14 listopada 2011                                         | Sojuz TMA-22                                              | 27 kwietnia 2012                                          | Sojuz TMA-22                                              | inżynier pokładowy                                                             | 165 dni 7 godzin 31 minut i 31 sekund                     |
| 2                                                                         | 7 lipca 2016                                              | Sojuz MS-01                                               | 30 października 2016                                      | Sojuz MS-01                                               | dowódca Sojuza, inżynier pokładowy Ekspedycji 48 na ISS, dowódca Ekspedycji 49 | 115 dni 2 godziny 21 minut i 43 sekundy                   |
| 3                                                                         | 9 kwietnia 2020                                           | Sojuz MS-16                                               | 22 października 2020                                      | Sojuz MS-16                                               | dowódca Sojuza, inżynier pokładowy Ekspedycji 62 i 63 na ISS                   | 195 dni 18 godzin 49 minut i 4 sekundy                    |
| Łączny czas spędzony w kosmosie – 476 dni 4 godziny 42 minuty i 18 sekund |                                                           |                                                           |                                                           |                                                           |                                                                                |                                                           |